# 24e législature du Canada

La distribution initiale des sièges durant la du Canada.

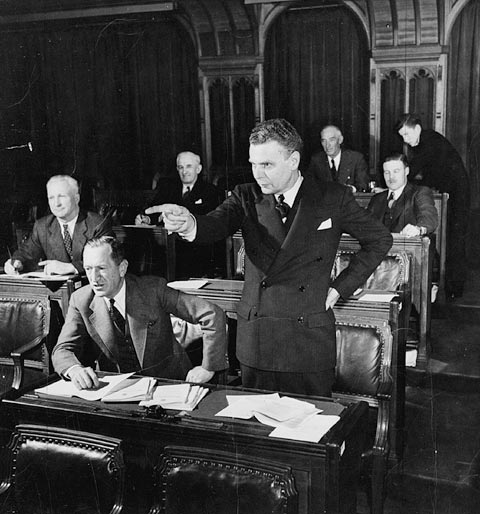
John George Diefenbaker est premier ministre durant la.

La 24e législature du Canada est en session du 21 mai 1958 au 19 avril 1962. Sa composition est déterminée par les élections de 1958, tenues le 31 mars 1958, et légèrement modifiée par des démissions et des élections partielles survenues avant les élections de 1962.
Cette législature est contrôlée par le Parti progressiste-conservateur avec la plus grande majorité de toute l'histoire parlementaire canadienne et dirigé par John George Diefenbaker. L'opposition officielle est représentée par le Parti libéral et son chef Lester B. Pearson.
Le président de la Chambre est le futur gouverneur général Roland Michener, déjà en poste lors de la législature précédente.
Voici les 5 sessions parlementaires de la 24e législature :
| Session | Début            | Fin               |
| ------- | ---------------- | ----------------- |
| 1re     | 12 mai 1958      | 6 septembre 1958  |
| 2e      | 15 janvier 1959  | 18 juillet 1959   |
| 3e      | 14 janvier 1960  | 10 août 1960      |
| 4e      | 17 novembre 1960 | 29 septembre 1961 |
| 5e      | 18 janvier 1962  | 19 avril 1962     |

## Liste des députés
Les circonscriptions marquées d'un astérisque (*) indiquent qu'elles sont représentées par deux députés.

### Alberta
| Circonscription      | Circonscription | Nom                    | Parti |
| -------------------- | --------------- | ---------------------- | ----- |
| Acadia               |                 | Jack Horner            | PC    |
| Athabaska            |                 | Jack Bigg              | PC    |
| Battle River—Camrose |                 | Clifford Smallwood     | PC    |
| Bow River            |                 | Eldon Woolliams        | PC    |
| Calgary-Nord         |                 | Douglas Harkness       | PC    |
| Calgary-Sud          |                 | Arthur Ryan Smith      | PC    |
| Edmonton-Est         |                 | William Skoreyko       | PC    |
| Edmonton-Ouest       |                 | Marcel Lambert         | PC    |
| Edmonton—Strathcona  |                 | Terry Nugent           | PC    |
| Jasper—Edson         |                 | Hugh Horner            | PC    |
| Lethbridge           |                 | Deane Gundlock         | PC    |
| Macleod              |                 | Lawrence Kindt         | PC    |
| Medicine Hat         |                 | Edwin William Brunsden | PC    |
| Peace River          |                 | Ged Baldwin            | PC    |
| Red Deer             |                 | Harris George Rogers   | PC    |
| Vegreville           |                 | Frank Fane             | PC    |
| Wetaskiwin           |                 | James Stanley Speakman | PC    |

### Colombie-Britannique
| Circonscription     | Circonscription | Nom                                                  | Parti |
| ------------------- | --------------- | ---------------------------------------------------- | ----- |
| Burnaby—Coquitlam   |                 | Erhart Regier                                        | CCF   |
| Burnaby—Richmond    |                 | John Drysdale                                        | PC    |
| Cariboo             |                 | Walter Clarence Henderson                            | PC    |
| Coast—Capilano      |                 | William Hector Payne                                 | PC    |
| Comox—Alberni       |                 | Henry McQuillan                                      | PC    |
| Esquimalt—Saanich   |                 | George Randolph Pearkes (au 11 octobre 1960)         | PC    |
| Esquimalt—Saanich   |                 | George Louis Chatterton (élection partielle en 1961) | PC    |
| Fraser Valley       |                 | William Harold Hicks                                 | PC    |
| Kamloops            |                 | Edmund Davie Fulton                                  | PC    |
| Kootenay-Est        |                 | Murray McFarlane                                     | PC    |
| Kootenay-Ouest      |                 | Herbert Wilfred Herridge                             | CCF   |
| Nanaimo             |                 | Walter Matthews                                      | PC    |
| New Westminster     |                 | William McLennan                                     | PC    |
| Okanagan Boundary   |                 | David Vaughan Pugh                                   | PC    |
| Okanagan—Revelstoke |                 | Stuart A. Fleming                                    | PC    |
| Skeena              |                 | Frank Howard                                         | CCF   |
| Vancouver—Burrard   |                 | John Russell Taylor                                  | PC    |
| Vancouver-Centre    |                 | Douglas Jung                                         | PC    |
| Vancouver-Est       |                 | Harold Edward Winch                                  | CCF   |
| Vancouver Kingsway  |                 | John Ferguson Browne                                 | PC    |
| Vancouver Quadra    |                 | Howard Charles Green                                 | PC    |
| Vancouver-Sud       |                 | Ernest James Broome                                  | PC    |
| Victoria            |                 | Albert DeBurgo McPhillips                            | PC    |

### Île-du-Prince-Édouard
| Circonscription | Circonscription | Nom                                                  | Parti |
| --------------- | --------------- | ---------------------------------------------------- | ----- |
| King's          |                 | John Augustine Macdonald (décédé le 4 janvier 1961)  | PC    |
| King's          |                 | Margaret Mary Macdonald (élection partielle en 1961) | PC    |
| Prince          |                 | Orville Howard Phillips                              | PC    |
| Queen's*        |                 | John Angus Maclean                                   | PC    |
| Queen's*        |                 | Heath MacQuarrie                                     | PC    |

### Manitoba
| Circonscription      | Circonscription | Nom                                        | Parti |
| -------------------- | --------------- | ------------------------------------------ | ----- |
| Brandon—Souris       |                 | Walter Dinsdale                            | PC    |
| Churchill            |                 | Robert Simpson                             | PC    |
| Dauphin              |                 | Richard Elmer Forbes                       | PC    |
| Lisgar               |                 | George Robson Muir                         | PC    |
| Marquette            |                 | Nick Mandziuk                              | PC    |
| Portage—Neepawa      |                 | George Fairfield                           | PC    |
| Provencher           |                 | Warner Herbert Jorgenson                   | PC    |
| Selkirk              |                 | Eric Stefanson                             | PC    |
| Springfield          |                 | Val Yacula (décédé le 24 septembre 1958)   | PC    |
| Springfield          |                 | Joseph Slogan (élection partielle en 1958) | PC    |
| Saint-Boniface       |                 | Laurier Régnier                            | PC    |
| Winnipeg-Nord        |                 | Murray Smith                               | PC    |
| Winnipeg-Nord-Centre |                 | John MacLean                               | PC    |
| Winnipeg-Sud-Centre  |                 | Gordon Churchill                           | PC    |

### Nouveau-Brunswick
| Circonscription          | Circonscription | Nom                                             | Parti |
| ------------------------ | --------------- | ----------------------------------------------- | ----- |
| Charlotte                |                 | Caldwell Stewart                                | PC    |
| Gloucester               |                 | Hédard-J. Robichaud                             | PLC   |
| Kent                     |                 | Hervé Michaud                                   | PLC   |
| Northumberland—Miramichi |                 | George Roy McWilliam                            | PLC   |
| Restigouche—Madawaska    |                 | Charles Van Horne                               | PC    |
| Restigouche—Madawaska    |                 | Edgar E. Fournier (élection partielle en 1961)  | PC    |
| Royal                    |                 | Alfred Johnson Brooks                           | PC    |
| Royal                    |                 | Hugh John Flemming (élection partielle en 1960) | PC    |
| Saint-Jean—Albert        |                 | Thomas Miller Bell                              | PC    |
| Victoria—Carleton        |                 | Gage Montgomery                                 | PC    |
| Westmorland              |                 | William Creaghan                                | PC    |
| York—Sunbury             |                 | John Chester Macrae                             | PC    |

### Nouvelle-Écosse
| Circonscription          | Circonscription | Nom                     | Parti |
| ------------------------ | --------------- | ----------------------- | ----- |
| Antigonish—Guysborough   |                 | Clement O'Leary         | PC    |
| Cap-Breton-Victoria-Nord |                 | Robert Muir             | PC    |
| Cap-Breton-Sud           |                 | Donald Macinnis         | PC    |
| Colchester—Hants         |                 | Cyril Frost Kennedy     | PC    |
| Cumberland               |                 | Robert Coates           | PC    |
| Digby—Annapolis—Kings    |                 | George Nowlan           | PC    |
| Halifax*                 |                 | Robert Jardine McCleave | PC    |
| Halifax*                 |                 | Edmund Leverett Morris  | PC    |
| Inverness—Richmond       |                 | Robert MacLellan        | PC    |
| Pictou                   |                 | Howard Russell Macewan  | PC    |
| Queens—Lunenburg         |                 | Lloyd Crouse            | PC    |
| Shelburne—Yarmouth—Clare |                 | Felton Fenwick Legere   | PC    |

### Ontario
| Circonscription      | Circonscription | Nom                                                     | Parti                |
| -------------------- | --------------- | ------------------------------------------------------- | -------------------- |
| Algoma-Est           |                 | Lester B. Pearson                                       | PLC                  |
| Algoma-Ouest         |                 | George Ewart Nixon                                      | PLC                  |
| Brantford            |                 | Jack Wratten                                            | PC                   |
| Brant—Haldimand      |                 | John A. Charlton                                        | PC                   |
| Broadview            |                 | George Hees                                             | PC                   |
| Bruce                |                 | Andrew Ernest Robinson                                  | PC                   |
| Carleton             |                 | Dick Bell                                               | PC                   |
| Cochrane             |                 | Joseph-Alphonse-Anaclet Habel                           | PLC                  |
| Danforth             |                 | Robert Hardy Small                                      | PC                   |
| Davenport            |                 | Douglas Morton                                          | PC                   |
| Dufferin—Simcoe      |                 | William Earl Rowe                                       | PC                   |
| Durham               |                 | Reginald Percy Vivian                                   | PC                   |
| Eglinton             |                 | Donald Fleming                                          | PC                   |
| Elgin                |                 | James Alexander McBain                                  | PC                   |
| Essex-Est            |                 | Paul Joseph James Martin                                | PLC                  |
| Essex-Ouest          |                 | Norman Leonard Spencer                                  | PC                   |
| Essex-Sud            |                 | Richard Devere Thrasher                                 | PC                   |
| Fort-William         |                 | Hubert Badanai                                          | PLC                  |
| Glengarry—Prescott   |                 | Osie F. Villeneuve                                      | PC                   |
| Greenwood            |                 | James MacKerras Macdonnell                              | PC                   |
| Grenville—Dundas     |                 | Arza Clair Casselman (décédé le 11 mai 1958)            | PC                   |
| Grenville—Dundas     |                 | Jean Casselman Wadds (élection partielle en 1958)       | PC                   |
| Grey—Bruce           |                 | Eric Alfred Winkler                                     | PC                   |
| Grey-Nord            |                 | Percy Verner Noble                                      | PC                   |
| Halton               |                 | Charles Alexander Best                                  | PC                   |
| Hamilton-Est         |                 | Quinto Martini (en)                                     | PC                   |
| Hamilton-Sud         |                 | Robert Matthew Turnbull McDonald                        | PC                   |
| Hamilton-Ouest       |                 | Ellen Fairclough                                        | PC                   |
| Hastings—Frontenac   |                 | Sidney Smith (décédé le 17 mars 1959)                   | PC                   |
| Hastings—Frontenac   |                 | Roderick Arthur Ennis Webb (élection partielle en 1959) | PC                   |
| Hastings-Sud         |                 | Lee Elgy Grills                                         | PC                   |
| High Park            |                 | John Kucherepa                                          | PC                   |
| Huron                |                 | Lewis Elston Cardiff                                    | PC                   |
| Kenora—Rainy River   |                 | William Moore Benidickson                               | Libéral-travailliste |
| Kent                 |                 | Harold Warren Danforth                                  | PC                   |
| Kingston             |                 | Benjamin Graydon Allmark                                | PC                   |
| Lambton—Kent         |                 | Ernest John Campbell                                    | PC                   |
| Lambton-Ouest        |                 | Joseph Warner Murphy                                    | PC                   |
| Lanark               |                 | George Henry Doucett                                    | PC                   |
| Leeds                |                 | Hayden Stanton (décédé le 8 décembre 1960)              | PC                   |
| Leeds                |                 | John Matheson (élection partielle en 1961)              | PLC                  |
| Lincoln              |                 | John Smith                                              | PC                   |
| London               |                 | George Ernest Halpenny                                  | PC                   |
| Middlesex-Est        |                 | Harry Oliver White                                      | PC                   |
| Middlesex-Ouest      |                 | William Howell Arthur Thomas                            | PC                   |
| Niagara Falls        |                 | William Limburg Houck (décédé le 5 mai 1960)            | PLC                  |
| Niagara Falls        |                 | Judy LaMarsh (élection partielle en 1960)               | PLC                  |
| Nickel Belt          |                 | Osias Godin                                             | PLC                  |
| Nipissing            |                 | Jack Garland                                            | PLC                  |
| Norfolk              |                 | John Evans Knowles                                      | PC                   |
| Northumberland       |                 | Benjamin Cope Thompson                                  | PC                   |
| Ontario              |                 | Michael Starr                                           | PC                   |
| Ottawa-Est           |                 | Jean-Thomas Richard                                     | PLC                  |
| Ottawa-Ouest         |                 | George James McIlraith                                  | PLC                  |
| Oxford               |                 | Wally Nesbitt                                           | PC                   |
| Parkdale             |                 | Arthur Edward Martin Maloney                            | PC                   |
| Parry Sound—Muskoka  |                 | Gordon Aiken                                            | PC                   |
| Peel                 |                 | John Pallett                                            | PC                   |
| Perth                |                 | Jay Monteith                                            | PC                   |
| Peterborough         |                 | Gordon Knapman Fraser                                   | PC                   |
| Peterborough         |                 | Walter Pitman (élection partielle en 1960)              | Nouveau Parti        |
| Port Arthur          |                 | Doug Fisher                                             | CCF                  |
| Prince Edward—Lennox |                 | Clarence Adam Milligan                                  | PC                   |
| Renfrew-Nord         |                 | James Moffat Forgie                                     | PLC                  |
| Renfrew-Sud          |                 | James William Baskin                                    | PC                   |
| Rosedale             |                 | David James Walker                                      | PC                   |
| Russell              |                 | Joseph-Omer Gour (décédé en fonction)                   | PLC                  |
| Russell              |                 | Paul Tardif (élection partielle en 1959)                | PLC                  |
| Simcoe-Est           |                 | Philip Bernard Rynard                                   | PC                   |
| Simcoe-Nord          |                 | Heber Edgar Smith                                       | PC                   |
| Spadina              |                 | Charles Edward Rea                                      | PC                   |
| Stormont             |                 | Grant Campbell                                          | PC                   |
| St. Paul's           |                 | Roland Michener                                         | PC                   |
| Sudbury              |                 | Rodger Mitchell                                         | PLC                  |
| Timiskaming          |                 | Arnold Peters                                           | CCF                  |
| Timmins              |                 | Murdo Martin                                            | CCF                  |
| Trinity              |                 | Edward Russell Lockyer (décédé en fonction)             | PC                   |
| Trinity              |                 | Paul Hellyer (élection partielle en 1958)               | PLC                  |
| Victoria             |                 | Clayton Wesley Hodgson                                  | PC                   |
| Waterloo-Nord        |                 | Oscar William Weichel                                   | PC                   |
| Waterloo-Sud         |                 | William Anderson                                        | PC                   |
| Welland              |                 | William Hector McMillan                                 | PLC                  |
| Wellington—Huron     |                 | Marvin Howe                                             | PC                   |
| Wellington-Sud       |                 | Alfred Dryden Hales                                     | PC                   |
| Wentworth            |                 | Frank Exton Lennard                                     | PC                   |
| York-Centre          |                 | Frederick Coles Stinson                                 | PC                   |
| York-Est             |                 | Robert Henry Mcgregor                                   | PC                   |
| York—Humber          |                 | Margaret Aitken                                         | PC                   |
| York-Nord            |                 | Cecil A. (Tiny) Cathers                                 | PC                   |
| York-Ouest           |                 | John Borden Hamilton                                    | PC                   |
| York—Scarborough     |                 | Frank Charles Mcgee                                     | PC                   |
| York-Sud             |                 | William George Beech                                    | PC                   |

### Québec
| Circonscription                   | Circonscription | Nom                                                     | Parti |
| --------------------------------- | --------------- | ------------------------------------------------------- | ----- |
| Argenteuil—Deux-Montagnes         |                 | Joseph-Octave Latour                                    | PC    |
| Beauce                            |                 | Jean-Paul Racine                                        | PLC   |
| Beauharnois—Salaberry             |                 | Gérard Bruchési                                         | PC    |
| Bellechasse                       |                 | Noël Dorion                                             | PC    |
| Berthier—Maskinongé—de Lanaudière |                 | Rémi Paul                                               | PC    |
| Bonaventure                       |                 | Lucien Grenier                                          | PC    |
| Brome—Missisquoi                  |                 | Heward Grafftey                                         | PC    |
| Cartier                           |                 | Leon David Crestohl                                     | PLC   |
| Chambly—Rouville                  |                 | Maurice Johnson                                         | PC    |
| Champlain                         |                 | Paul Lahaye                                             | PC    |
| Chapleau                          |                 | Jean-Jacques Martel                                     | PC    |
| Charlevoix                        |                 | Martial Asselin                                         | PC    |
| Châteauguay—Huntingdon—Laprairie  |                 | Merrill Edwin Barrington                                | PC    |
| Chicoutimi                        |                 | Vincent Brassard                                        | PC    |
| Compton—Frontenac                 |                 | George McClellan Stearns                                | PC    |
| Dollard                           |                 | Guy Rouleau                                             | PLC   |
| Dorchester                        |                 | Noël Drouin                                             | PC    |
| Drummond—Arthabaska               |                 | Samuel Boulanger                                        | PLC   |
| Gaspé                             |                 | Roland English                                          | PC    |
| Gatineau                          |                 | Rodolphe Leduc                                          | PLC   |
| Hochelaga                         |                 | Raymond Eudes                                           | PLC   |
| Hull                              |                 | Alexis Caron                                            | PLC   |
| Îles-de-la-Madeleine              |                 | James Russell Keays                                     | PC    |
| Jacques-Cartier—Lasalle           |                 | Robert John Pratt                                       | PC    |
| Joliette—L'Assomption—Montcalm    |                 | Louis-Joseph Pigeon                                     | PC    |
| Kamouraska                        |                 | Charles Richard                                         | PC    |
| Labelle                           |                 | Henri Courtemanche (au 20 janvier 1960, nommé au Sénat) | PC    |
| Labelle                           |                 | Gaston Clermont (élection partielle en 1960)            | PLC   |
| Lac-Saint-Jean                    |                 | Roger Parizeau                                          | PC    |
| Lafontaine                        |                 | J.-Georges Ratelle                                      | PLC   |
| Lapointe                          |                 | Augustin Brassard                                       | PLC   |
| Laurier                           |                 | Lionel Chevrier                                         | PLC   |
| Laval                             |                 | Rodrigue Bourdages                                      | PC    |
| Lévis                             |                 | Maurice Bourget                                         | PLC   |
| Longueuil                         |                 | Pierre Sévigny                                          | PC    |
| Lotbinière                        |                 | Raymond O'Hurley                                        | PC    |
| Maisonneuve—Rosemont              |                 | Jean-Paul Deschatelets                                  | PLC   |
| Matapédia—Matane                  |                 | Alfred Belzile                                          | PC    |
| Mégantic                          |                 | Gabriel Roberge                                         | PLC   |
| Mercier                           |                 | André Gillet                                            | PC    |
| Montmagny—L'Islet                 |                 | Jean Lesage (démissionne le 11 juin 1958)               | PLC   |
| Montmagny—L'Islet                 |                 | Louis Fortin (élection partielle en 1958)               | PC    |
| Mont-Royal                        |                 | Alan Macnaughton                                        | PLC   |
| Nicolet—Yamaska                   |                 | Paul Comtois                                            | PC    |
| Notre-Dame-de-Grâce               |                 | William McLean Hamilton                                 | PC    |
| Outremont—Saint-Jean              |                 | Romuald Bourque                                         | PLC   |
| Papineau                          |                 | Adrien Meunier                                          | PLC   |
| Pontiac—Témiscamingue             |                 | Paul Martineau                                          | PC    |
| Portneuf                          |                 | Aristide Rompré                                         | PC    |
| Québec—Montmorency                |                 | Robert Baron Lafrenière                                 | PC    |
| Québec-Est                        |                 | Yvon-Roma Tassé                                         | PC    |
| Québec-Ouest                      |                 | J.-Eugène Bissonnette                                   | PC    |
| Québec-Sud                        |                 | Jacques Flynn                                           | PC    |
| Richelieu—Verchères               |                 | Lucien Cardin                                           | PLC   |
| Richmond—Wolfe                    |                 | V. Florent Dubois                                       | PC    |
| Rimouski                          |                 | Émilien Morissette                                      | PC    |
| Roberval                          |                 | Jean-Noël Tremblay                                      | PC    |
| Saguenay                          |                 | Perreault LaRue                                         | PC    |
| Sainte-Anne                       |                 | Gérard Loiselle                                         | PLC   |
| Saint-Antoine—Westmount           |                 | Allan Ross Webster                                      | PC    |
| Saint-Denis                       |                 | Azellus Denis                                           | PLC   |
| Saint-Henri                       |                 | Hilarion-Pit Lessard                                    | PLC   |
| Saint-Hyacinthe—Bagot             |                 | Théogène Ricard                                         | PC    |
| Saint-Jacques                     |                 | Charles-Édouard Campeau                                 | PC    |
| Saint-Jean—Iberville—Napierville  |                 | Yvon Dupuis                                             | PLC   |
| Saint-Laurent—Saint-Georges       |                 | Egan Chambers                                           | PC    |
| Sainte-Marie                      |                 | Georges Valade                                          | PC    |
| Saint-Maurice—Laflèche            |                 | Joseph-Adolphe Richard                                  | PLC   |
| Shefford                          |                 | Marcel Boivin                                           | PLC   |
| Sherbrooke                        |                 | Maurice Allard                                          | PC    |
| Stanstead                         |                 | René Létourneau                                         | PC    |
| Témiscouata                       |                 | Antoine Fréchette                                       | PC    |
| Terrebonne                        |                 | Marcel Deschambault                                     | PC    |
| Trois-Rivières                    |                 | Léon Balcer                                             | PC    |
| Vaudreuil—Soulanges               |                 | Marcel Bourbonnais                                      | PC    |
| Verdun                            |                 | Harold Edmond Monteith                                  | PC    |
| Villeneuve                        |                 | Armand Dumas                                            | PLC   |

### Saskatchewan
| Circonscription           | Circonscription | Nom                     | Parti |
| ------------------------- | --------------- | ----------------------- | ----- |
| Assiniboia                |                 | Hazen Argue             | CCF   |
| Humboldt—Melfort          |                 | Reynold Rapp            | PC    |
| Kindersley                |                 | Robert Hanbidge         | PC    |
| Mackenzie                 |                 | Stanley Korchinski      | PC    |
| Meadow Lake               |                 | Bert Cadieu             | PC    |
| Melville                  |                 | James Norris Ormiston   | PC    |
| Moose Jaw—Lake Centre     |                 | James Ernest Pascoe     | PC    |
| Moose Mountain            |                 | Richard Russell Southam | PC    |
| Prince Albert             |                 | John Diefenbaker        | PC    |
| Qu'Appelle                |                 | Alvin Hamilton          | PC    |
| Regina City               |                 | Ken More                | PC    |
| Rosetown—Biggar           |                 | Clarence Owen Cooper    | PC    |
| Rosthern                  |                 | Edward Nasserden        | PC    |
| Saskatoon                 |                 | Henry Frank Jones       | PC    |
| Swift Current—Maple Creek |                 | Jack McIntosh           | PC    |
| The Battlefords           |                 | Albert Ralph Horner     | PC    |
| Yorkton                   |                 | Gordon Drummond Clancy  | PC    |

### Terre-Neuve
| Circonscription                | Circonscription | Nom                    | Parti |
| ------------------------------ | --------------- | ---------------------- | ----- |
| Bonavista—Twillingate          |                 | Jack Pickersgill       | PLC   |
| Burin—Burgeo                   |                 | Chesley William Carter | PLC   |
| Grand Falls—White Bay—Labrador |                 | Charles Granger        | PLC   |
| Humber—St. George's            |                 | Herman Maxwell Batten  | PLC   |
| St. John's-Est                 |                 | James Aloysius Mcgrath | PC    |
| St. John's-Ouest               |                 | William Joseph Browne  | PC    |
| Trinity—Conception             |                 | James Roy Tucker       | PLC   |

### Territoires du Nord-Ouest
| Circonscription | Circonscription | Nom                  | Parti |
| --------------- | --------------- | -------------------- | ----- |
| Mackenzie River |                 | Mervyn Arthur Hardie | PLC   |

### Yukon
| Circonscription | Circonscription | Nom          | Parti |
| --------------- | --------------- | ------------ | ----- |
| Yukon           |                 | Erik Nielsen | PC    |

## Sources
- Site web du Parlement du Canada

- (en) Cet article est partiellement ou en totalité issu de l’article de Wikipédia en anglais intitulé « 24th Canadian Parliament » (voir la liste des auteurs).